# Китайско-коморские отношения
Китайско-коморские отношения — двусторонние дипломатические отношения между Китаем и Коморами. Страны являются членами Организации Объединённых Наций.

## История
13 ноября 1975 года были установлены дипломатические отношения между государствами и затем были описаны президентом Комор Али Суалихом как «дружественные и основанные на сотрудничестве».
Китай хотел поддерживать контакты с Коморскими Островами, чтобы уравновесить влияние Индии и СССР (позже России) в Индийском океане. В августе 2008 года делегация Коморских Островов посетила Китай. Министр национальной обороны Китая Лян Гуанле и начальник штаба вооружённых сил Коморских Островов Салимо Мохамед Амири сообщили о намерениях расширять сотрудничество между странами. Салимо Мохамед Амири заявил, что Коморские Острова будут продолжать придерживаться политики одного Китая.
Коморские Острова были одной из 53 стран, которые в июне 2020 года поддержали китайский Закон о защите национальной безопасности в Гонконге в Организации Объединённых Наций.

## Оказание помощи и торговые отношения
Между государствами подписано соглашение об экономическом и технологическом сотрудничестве. В 1976 году Китай начал программу оказания помощи Коморским Островам и помог построить объект водоснабжения в Ниумакеле, а также правительственные здания, включая Народный дворец, офисные здания, президентские дворцы, а также здания телевидения и радиовещания, среди других проектов. В 2002 году объём товарооборота между государствами составил сумму 760 000 долларов США. В 2010 году Китай был вторым по величине импортером товаров на Коморские Острова после Франции.
Комплексная кампания по лечению малярии с помощью Китая, по-видимому, ликвидировала эту болезнь на коморском острове Мвали (население около 36 000 человек). Кампанией руководит Ли Гоцяо, один из исследователей, которые превратили китайскую траву, используемую для лечения малярии, в артемизинин, вероятно, самый эффективный противомалярийный препарат. Институт тропической медицины опирается на полынь однолетнюю гибридного происхождения, которая использовалась для приема лекарств, согласно которой все жители острова, независимо от того, являются ли они явно больными или нет, принимали две дозы с интервалом каждые 40 дней. Это снизило количество госпитализаций до 1 % или менее от уровня января 2008 года. Жители Мвали теперь обязаны принимать противомалярийные препараты — смесь артемизинина, примахина и пириметамина, которые Китай предоставляет бесплатно. Ли Гоцяо заявил о поставках полыни, что хочет выращивать её в Китае, а экспорт зависит от развития двусторонних отношений. Коморские Острова запросили аналогичную программу для Нгазиджи и Ндзуани с общей численностью населения 760 000 человек, и Ли Гоцяо сказал, что Пекин в принципе согласен на этот шаг.
В 2011 году Китай предоставил Коморским Островам 4,65 миллиона евро на строительство новой больницы на 100 коек на Ндзуани. Посол Китая на Коморах Ван Лэйю назвал это новым шагом в 36-летнем сотрудничестве между странами.
Помимо помощи правительству Коморских Островов в борьбе с малярией, Пекин также согласился предоставить 30 миллионов долларов США на финансирование установки подводной оптоволоконной сети, связывающей Коморские Острова с остальной частью Восточной Африки.

## Культурное сотрудничество
В 1985 году Китай и Коморские Острова подписали «Соглашение о культурном сотрудничестве между правительством Китайской Народной Республики и Исламским союзом Коморских Островов». Часть культурного обмена включала предоставление стипендий коморским студентам для обучения в Китае: по состоянию на 2006 год туда поступили 5 студентов. На Коморских Островах также работали одиннадцать китайских медицинских работников.